# Prefermento

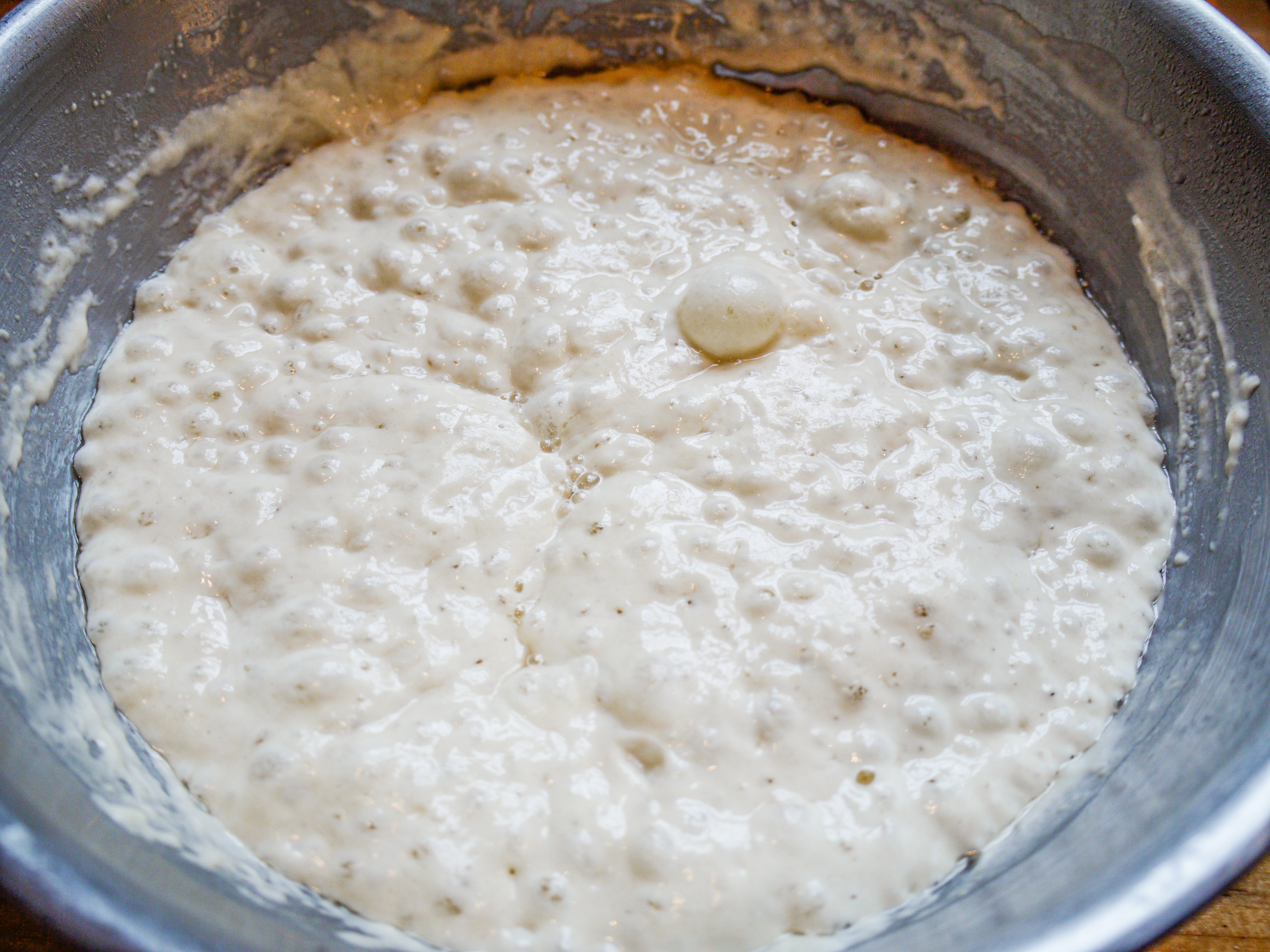
Poolish

En panadería, un prefermento es un iniciador de fermentación que básicamente consiste en una masa de harina de trigo, agua y levadura, la cual se deja fermentar con anterioridad a su adición a la masa final. Por ello se considera un método indirecto para fermentar el pan. El objetivo de una fermentación tan larga es desarrollar un sabor y aroma más complejos y exquisitos a partir del trigo. En cambio, el método directo consiste en agregar la levadura en el momento que se está haciendo el pan, junto al resto de ingredientes.
El panadero Peter Reinhart, autor de El aprendiz de panadero, define cuatro tipos de prefermentos:
- La biga, de origen italiano, es un prefermento de tipo seco
- La esponja o levain levure, es decir, fermentador de la levadura, es un prefermento de tipo blando
- El pâte fermentée, es una masa francesa y prefermento de tipo seco
- El poolish (/ˈpuliʃ/), es un prefermento de tipo blando o de esponja

La diferencia fundamental entre secos y blandos es el porcentaje de hidratación. Éstos son los prefermentos más populares, pero existen tantas variedades como panaderos (artesanales) en el mundo. Por ejemplo, antiguamente entre los panaderos del este de Cataluña era típico un prefermento, muy similar a los anteriores, que llamaban cutxaró.

## Poolish

### Historia
Como su nombre indica, el poolish fue desarrollado por panaderos polacos en los años 1840s. Poco después se extendería esta técnica entre los panaderos de Viena, y desde Austria fue introducido en Francia (donde se conoce como puliche) a principios del siglo XIX por los tahoneros de la reina María Antonieta de Austria.

### Beneficios
El poolish mejora el sabor, textura y aroma de los panes, pero sobre todo ayuda a la conservación de los panes. Un proceso de fermentación más largo tiene varios beneficios: hay más tiempo para la levadura, la enzima y, si hay masa madre, para la acción de las bacterias sobre el almidón y las proteínas en la masa; esto a su vez mejora la duración del pan horneado y crea mayores complejidades de sabor. Aunque los prefermentos han bajado en popularidad, mientras que la adición directa de levadura en las recetas de pan han agilizado el proceso a nivel comercial, prefermentos de varios tipos se utilizan de forma amplia en las recetas y fórmulas de pan artesanal.

### Elaboración

Estado del poolish según su perfil:
A. aún inmaduro
B. estado óptimo
C. sobrefermentado

El poolish se debe elaborar unas horas antes de comenzar a hacer pan. El tiempo variará dependiendo de la temperatura y la cantidad de levadura. Por ejemplo, cuanto más corto sea el tiempo de fermentación, más levadura necesitará el poolish y viceversa.
1. Se mezclan los ingredientes: partes iguales de harina de trigo (cualquier tipo) y de agua, y a esta mezcla se le añade una pequeña cantidad de levadura, fresca o seca.[6]
2. Se deja reposar, tapado, a Tº ambiente, por varias horas o de un día para el otro. Si se gasta en un plazo mayor de tiempo, conservar en nevera.
3. Aplicar en cualquier receta de pan, sustituyendo la levadura por poolish. Por cada 500 g de harina que diga la receta, se agregan 100 g de poolish.

El poolish no debe incluir sal, ya que ralentiza la fermentación.